# I Know That You Know
I Know That You Know ist ein Song, den Vincent Youmans (Musik) und Anne Caldwell (Text) verfassten und 1926 veröffentlichten. Er wurde ab Mitte der 1930er-Jahre auch zu einem viel gespielten Jazzstandard.

## Geschichte

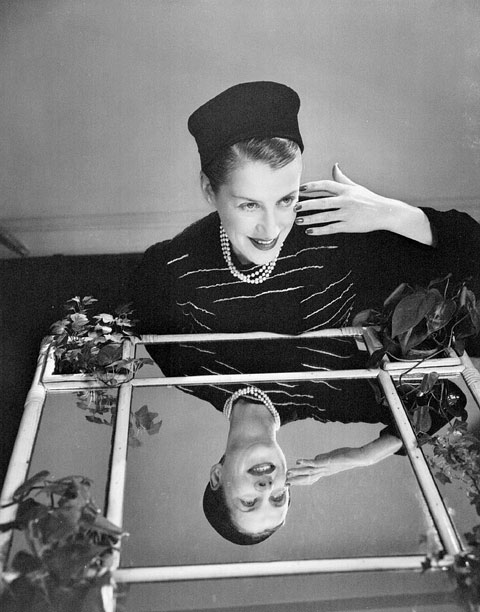
Beatrice Lillie, im März 1948

Ein Jahr nach Tea for Two, der zu einem seiner größten Erfolgstitel werden sollte, schrieb Vincent Youmans I Know What You Know; den Text lieferte die Tin-Pan-Alley-Liedtexterin Anne Caldwell (1867–1936). Der Song wurde von Beatrice Lillie 1926 in dem Broadwaymusical Oh, Please! vorgestellt. Obwohl die Show nur 75 Aufführungen erlebte, stieg der Song I Know That You Know 1927 auf #5 der amerikanischen Charts, in der Aufnahme von Nat Shilkret und dem Victor Orchestra. Das Benny Goodman Orchestra coverte ihn 1936 und gelangte auf #14 der Hitparaden.
Besonders in der Instrumentalversion wurde der Youmans-Song zu einem beliebten Jazztitel, auch wenn er von manchen Kritikern als zu monoton bezeichnet wurde. Der Autor und Kritiker William Zinnser  schrieb in Easy to Remember: The Great American Songwriters and Their Songs, dass der große Erfolg des Lieds von seiner einfachen musikalischen Struktur herrührte (What gives Youmans’ songs their tremendous energy is their small range [in this case an octave and a third]). Im Unterschied zu Jerome Kern und anderen Komponisten, deren Melodien über lange Kurven auf- und abstiegen, verwendete Youmans generell nur wenige benachbarte Noten. „Sogar in der Bridge verspürt er nicht den Drang, nach Variation zu suchen.“ Für Zinnser geht Youmans dabei ähnlich vor wie in Tea for Two, I Want to Be Happy, Sometimes I’m Happy und Great Day. Er stehe damit in der Tradition urbaner Songwriter, die häufigen Gebrauch von wiederholten Noten machten; „Vincent Youmans war ein Meister der wiederholten Note.“
Bereits 1926 wurde der Song von Cliff Edwards (Pathé, u. a. mit Red Nichols, Jimmy Dorsey) aufgenommen. 1928 coverten ihn Jimmie Noone, im folgenden Jahrzehnt Fred Rich, Benny Goodman, Teddy Wilson, Red Norvo, Seger Ellis, Lionel Hampton, Louis Armstrong, Leith Stevens, Kansas City Five, Gene Krupa, Coleman Hawkins, Glenn Miller, Paul Whiteman und Rex Stewart. Es folgten in den folgenden Jahren bedeutende Versionen des Songs von Stan Kenton, Erroll Garner, Oscar Peterson, Dizzy Gillespie und Lester Young; in späteren Jahren auch von Jackie & Roy, Harry Allen, Jesse Davis, John Pizzarelli und Jackie Ryan. Der Diskograf Tom Lord listet 206 (Stand 2017) Versionen im Bereich des Jazz. Hervorhebenswert sind laut Jazzstandards.com besonders die Versionen von Nat King Cole/Stuff Smith, Milt Hinton, Bud Powell, Sonny Rollins, Art Tatum und von Warren Vaché/Howard Alden.
Der Song lief mehrmals im Soundtrack des Oscar-nominierten Kurzfilms So You Want to Be on the Radio (1948). Die Schauspielerin Doris Day sang I Know That You Know in dem Spielfilm Tea for Two (1950, Regie: David Butler). Der Song fand außerdem Verwendung in Filmversion der Broadwayshow Hit the Deck (1955), in der er von Jane Powell und Vic Damone interpretiert wurde. Woody Allen verwendet Gene Krupas Version in seinem Film Verbrechen und andere Kleinigkeiten (1989).